# Язвинка
Язвинка (укр. Язвинка) — село, входит в Бородянский район Киевской области Украины.
Население по переписи 2001 года составляло 47 человек. Почтовый индекс — 07824. Телефонный код — 8-04477. Занимает площадь 5 км². Код КОАТУУ — 3221084503.

## Местный совет
07824, Киевская обл., Бородянский р-н, с. Майдановка, ул. Ленина, 39